# ليني ماكجيل
ليني ماكجيل (بالإنجليزية: Lenny McGill)‏ هو لاعب كرة قدم أمريكية أمريكي، ولد في 31 مايو 1971 في لونغ بيتش في الولايات المتحدة.

## وصلات خارجية
- ليني ماكجيل على موقع مرجع كرة القدم المحترفة.كوم (الإنجليزية)